# 中国人民警官大学
中国人民警官大学，简称警官大学、警大，是位于中国北京市大兴区团河农场的一所公安高等院校，隶属公安部。1998年与中国人民公安大学合并。

## 历史沿革
- 1978年6月，公安部创建政法专科学校，培养对外侦察技术人才的普通高等专科学校。当年招收78级三年制专科生。公安部副部长凌云担任校长兼校党委书记。
- 1979年，更名为国际政治学院，升格为普通高等本科学校。当年招收79级四年制本科生，同时78级学生转为四年制本科。
- 1984年5月18日，教育部发文给公安部《关于国际政治学院改名为中国人民警官大学和扩大规模的通知》：经国务院批准，同意国际政治学院改名为中国人民警官大学，学校总规模扩大到三千人，其中本科生二千人，进修生八百人，研究生二百人，考虑到学校师资等条件，目前应主要培养本科生，待条件具备时，再申请招收研究生。此后不久，彭真为中国人民警官大学题写校名。更改校名的原因是1983年6月国家安全部成立后保留了原中调部系统的办学历史更为悠久的国际关系学院，而把国际政治学院留给了公安部。学院办学宗旨因此转变为普通公安高校，由隐蔽转为公开，再以“国际政治”为名就名实不副了。此时，公安部负责政保侦察的副部长李广祥接替调离公安系统的凌云，担任国际政治学院第二任院长兼院党委书记，并在学院更名为警官大学后担任首任校长兼校党委书记。
- 1998年2月24日，中国人民警官大学与公安部直属的在京另一所高校“中国人民公安大学”合并。

## 院系设置
国际政治学院各个系都有序列代号，主要培养国际问题研究、国际文化交流、新闻宣传报道人才，学制四年。最初仅有一系、二系、三系。后增设四系、五系。
- 外语系（一系，含英、法、德、俄、日五个语种），后来英语专业从外语系中划出，单独设立五系；
- 中文系（二系），目标为适应国际斗争形势，培养政策研究、情报分析、文秘、宣传人才。
- 科技系（三系）
- 新闻系（四系），从二系分出。
- 英语系（五系）。从一系分出。

1984年改名为中国人民警官大学后，在原有专业的基础上增设计算机应用、图像传输及电视、公安管理、警卫安全、城市交通管理五个专业（暂不设置社会学专业）。警官大学时期设置：
- 外语系（一系），设专门用途英、日、俄、德、法语五个本科专业。现为中国人民公安大学涉外警务系。
- 中文系（二系），设汉语言文学本科专业，培养目标为：为公安系统培养能从事公安文秘、公安文学创作与评论、政策调研、情报分析、公安宣传、报刊编辑以及在公安院校从事教学与研究的人才。1999年，中文系更名为公安文学系，仍然为汉语言文学本科专业。2004年，公安文学系本科专业改为侦查学专业（公安情报分析方向）（因教育部本科专业目录当时没有公安情报学这一专业设置，学生毕业后授予法学学士学位。经教育部批准，自2005年起改为开设公安情报学本科专业，学生毕业后授予法学学士学位，同年正式将原公安文学系调整更名为公安情报学系。
- 科技系（三系），设通信工程、计算机及应用、图像传输与处理、无线电技术四个本科专业。现为中国人民公安大学信息安全工程系。
- 道路交通管理工程系（六系），设交通管理工程、交通信号与控制两个本科专业。现为中国人民公安大学交通管理工程系。